# Jevgēņijs Ņerugals
Jevgēņijs Ņerugals (Daugavpils, 26 febbraio 1989) è un calciatore lettone, portiere del RFS Riga.

## Carriera

### Club
Crescriuto nel Daugava, club della sua città natale, nel 2008 pur senza scendere in campo vinse il suo primo, la Coppa di Lettonia. Nel 2010 fu dirottato alla formazione, militante in 1. Līga, con cui accumulò le prime presenze in campionato. Tornato alla base, poté esordire prima in Coppa, nella goleada contro il Salaspils, poi nelle coppe europee nella gara contro i norvegesi del Tromsø valida per il primo turno di qualificazione all'Europa League e infine in campionato contro l'Olimps Rīga.
Ad inizio 2012 si trasferì in prestito all'Augšdaugavas NSS, formazione di seconda serie; a metà stagione, con appena nove presenze accumulate, tornò alla base, diventando titolare indiscusso e contribuendo alla vittoria del campionato. Negli anni successivi il suo impiego non fu costante, dividendo spesso la titolarità con altri colleghi. Con la perdita della licenza di Virslīga da parte del proprio club, a inizio 2015 si trasferì ai concittadini del BFC Daugavpils; qui disputò due stagioni nei bassifondi della classifica, culminati con la retrocessione del Virslīga 2016.
Ad inizio 2017 trovò ingaggio in un'altra squadra della massima serie, lo Spartaks Jūrmala, con cui trovò subito il posto da titolare, vincendo la Virslīga 2017; dopo due stagioni da titolare indiscusso perse progressivamente il posto; a metà della quarta stagione, nel giugno 2021, si trasferì all'RFS Riga. Schierato prevalentemente in coppa, vinse il torneo per la seconda volta in carriera, stavolta giocando da titolare anche la finale contro il Liepāja. Vinse anche il campionato, il terzo personale, il primo per il club.
Dal 2022 alterna i suoi impegni tra prima squadra, in cui fa da riserva a Vytautas Černiauskas, e formazione riserve, militante in seconda serie.

### Nazionale
Ha giocato da titolare la sua unica gara in nazionale il 9 giugno 2018, l'amichevole casalinga persa contro l'Azerbaigian.

## Statistiche

### Cronologia presenze e reti in nazionale
| Cronologia completa delle presenze e delle reti in nazionale ― Lettonia | Cronologia completa delle presenze e delle reti in nazionale ― Lettonia | Cronologia completa delle presenze e delle reti in nazionale ― Lettonia | Cronologia completa delle presenze e delle reti in nazionale ― Lettonia | Cronologia completa delle presenze e delle reti in nazionale ― Lettonia | Cronologia completa delle presenze e delle reti in nazionale ― Lettonia | Cronologia completa delle presenze e delle reti in nazionale ― Lettonia | Cronologia completa delle presenze e delle reti in nazionale ― Lettonia |
| Data                                                                    | Città                                                                   | In casa                                                                 | Risultato                                                               | Ospiti                                                                  | Competizione                                                            | Reti                                                                    | Note                                                                    |
| ----------------------------------------------------------------------- | ----------------------------------------------------------------------- | ----------------------------------------------------------------------- | ----------------------------------------------------------------------- | ----------------------------------------------------------------------- | ----------------------------------------------------------------------- | ----------------------------------------------------------------------- | ----------------------------------------------------------------------- |
| 9-6-2018                                                                | Riga                                                                    | Lettonia                                                                | 1 – 3                                                                   | Azerbaigian                                                             | Amichevole                                                              | -3                                                                      |                                                                         |
| Totale                                                                  |                                                                         | Presenze                                                                | 1                                                                       |                                                                         | Reti                                                                    | -3                                                                      |                                                                         |

## Palmarès

### Club

#### Competizioni nazionali
- Campionato lettone: 4

Daugava: 2012
Spartaks: 2017
RFS Riga: 2021, 2024
- Coppa di Lettonia: 3

Daugava: 2008
RFS Riga: 2021, 2024
- Supercoppa di Lettonia: 1

Daugava: 2013